# Putina (Peru)
Putina ist die Hauptstadt der Provinz San Antonio de Putina in der Region Puno in Süd-Peru. Putina liegt im gleichnamigen Distrikt. Die Stadt hatte beim Zensus 2017 10.746 Einwohner.

## Geographische Lage
Die auf einer Höhe von 3878 m gelegene Stadt befindet sich im Altiplano Perus nordwestlich des Titicacasees. Sie liegt an der Einmündung des Río Tuyto in den Río Huancané. Der Titicacasee befindet sich in einer Entfernung von knapp 40 km. Die Großstadt Juliaca liegt 70 km südsüdwestlich von Putina.